# Domenico Romoli
Domenico Romoli, detto il Panonto o Panunto (...), è uno scrittore italiano di libri di cucina.

## Biografia
Non si sanno la data di nascita e di morte di Romoli. Presumibilmente di origine romana (secondo altre fonti fiorentina), Romoli iniziò a far parlare di sé durante la metà del sedicesimo secolo, operando come scalco per conto di cardinali e forse per il papa Leone X. Nel 1560 pubblicò la sua opera magna La singolar dottrina di M. Domenico Romoli detto il Panonto. Composto da dodici libri, il Panonto contiene ricette descritte nel dettaglio e riporta i doveri che deve rispettare uno scalco; l'opera è passata alla storia per essere stata una delle prime a descrivere in un'ottica odierna il concetto di "antipasto". Per i contemporanei, l'opera divenne sinonimo di libro di cucina, ma i romani di più umile ceto la definirono colma di mirabilie e bugie. Il termine "panunto" viene oggi usato come sinonimo di "buongustaio".

## Libri
- La singolar dottrina di M. Domenico Romoli detto il Panonto, 1560